# Barleythorpe
Barleythorpe est un village et une paroisse civile d'Angleterre situé dans le Rutland, environ 1,5 km au nord-ouest d'Oakham. Sa population était de 178 habitants au recensement de 2001, et de 207 à celui de 2011.